# Vilgort
Vilgort (oroszul: Выльгорт) falu Oroszországban, Komiföldön, a Sziktivgyini járás székhelye.
Lakossága: 10 289 fő (a 2010. évi népszámláláskor).

## Fekvése
A köztársasági főváros, Sziktivkar mellett, a város délnyugati peremén, a Sziszola bal oldali partjának közelében terül el. Bár önálló település, valójában Sziktivkar elővárosának tekinthető.

## Története
Vilgort komi nyelven 'új ház'-at, 'új falu'-t jelent. Nevét először 1586-ban említik írásban. Első kőből épített templomát 1847-ben szentelték fel. A településen 1870-ben fiúiskola nyílt, 1913-ban az iskola új épületet kapott. A járást 1935-ben hozták létre, és Vilgort járási székhellyé lépett elő. 

## Népesség
- 1959-ben 4 068 lakosa volt.
- 1979-ben 8 512 lakosa volt.
- 1989-ben 8 965 lakosa volt.
- 2002-ben 10 211 lakosa volt, melynek 46%-a komi.
- 2010-ben 10 289 lakosa volt.

## Gazdaság
Állami gazdaságában elsősorban zöldségféléket termesztettek és teszik ezt napjainkban is, elsősorban a komiföldi főváros ellátására. 1964-ben létesített baromfitelepe Komiföld legnagyobb ilyen célú élelmiszeripari létesítménye. 2006-ban bútorüzem kezdte meg működését a településen.

## Kultúra
Fő látnivalója az általános iskola 1913-ban fából készült emeletes épülete. Faragott díszeivel és dekoratív faoszlopaival a polgári faépítészet kiemelkedő emléke. 1999 óta helyiségeiben működik a járás helytörténeti múzeuma. 
A népi hagyományok ápolását szolgálja a 2008-ban megnyitott Népi Mesterségek Központja (Zarany).